# Nord 260
Nord 260 – francuski samolot pasażerski, będący rozwinięciem konstrukcji inżyniera Maxa Holste, MH.250 Super Broussard.

## Historia

### MH.250
W 1957 roku, francuski rząd wyraził zainteresowanie pozyskaniem nowego samolotu pasażerskiego, mającego zastąpić szeroko stosowane po zakończeniu II wojny światowej Douglasa DC-3. W odpowiedzi, Maxa Holste rozpoczął prace nad niewielkim samolotem, zdolnym do operowania z nieutwardzonych dróg startowych, z lotnisk o ubogiej infrastrukturze. Pod uwagę brano dwa warianty, różniące się liczbą przewożonych pasażerów. Większy, dla 20 - 30 osób oraz mniejszy, 15 osobowy, zdolny do lotu na dystansie 2000 km z prędkością 250 km/h. Ostatecznie zdecydowano się na drugi wariant. Maszyna miała być napędzana dwoma silnikami turbośmigłowymi. Już w 1957 roku na Międzynarodowym Salonie Lotniczym w Paryżu zaprezentowano makietę nowej konstrukcji, która otrzymała oznaczenie MH.250. Zaprojektowano całkowicie metalowy samolot z kadłubem o prostokątnym przekroju w układzie górnopłata i klasycznym usterzeniem. Nie mając dostępu do planowanych, turbośmigłowych jednostek napędowych, wykorzystano tłokowe silniki Pratt & Whitney R-1340-S3H1-G o mocy 600 KM każdy. Maszyna posiadała chowane podwozie, z przednim podparciem. Golenie podwozia głównego chowane były do specjalnych sponsonach umieszczonych po bokach kadłuba. W czasach swojego powstania było to nowe rozwiązanie, ówczesne konstrukcje dwu i więcej silnikowe miały podwozie główne chowane do wnęk w gondolach silnikowych. Gotowy prototyp o znakach F-WJDA wzbił się do swojego pierwszego lotu 20 maja 1959 roku. Na pokładzie znajdował się również konstruktor, Max Holste. Samolot przystosowano do przewozu 17 pasażerów. Prototyp zaprezentowano ponownie na salonie lotniczym w Paryżu w 1959 roku. Jasne było jednak, że silnik tłokowy nie pozwala na uzyskanie zakładanych osiągów. 

### MH.260
Pod uwagę wzięto trzy typy silników turbośmigłowych. Francuski Turbomeca Bastan IIIA o mocy 805 KM, brytyjski Armstrong Siddeley P.182 o mocy 1064 KM lub amerykański Lycoming T53. Badane wersje otrzymały oznaczenia odpowiednio MH.260, MH.270 i MH.280 Super Broussard. Pracami Holsea zainteresowało się francuskie ministerstwo transportu, poszukującego niewielkiego samolotu transportowego. Zainteresowanie przełożyło się na wyasygnowanie środków finansowych, które pokryły między innymi koszt wybudowania prototypu wersji z francuskimi silnikami turbośmigłowymi MH.260 Super Broussard. W kwietniu 1960 roku francuski rząd zamówił wybudowanie 5 egzemplarzy samolotu, w tym płatowca do prób statycznych oraz zlecił opracowanie wersji z ciśnieniową kabiną oznaczoną jako MH.262.

### Nord 260
Ambitny i stale rozbudowujący się projekt przerósł możliwości produkcyjne i finansowe Avions Max Holste, rodzimej firmy francuskiego konstruktora. Jeszcze w 1959 roku Holste zawarł umowę z większym producentem Nord Aviation, przy której współpracy udało się wybudować pierwsze egzemplarze MH.260. Współpraca nie zapobiegła jednak zapaści finansowej, której efektem było sprzedaż 49% udziałów firmy amerykańskiej Cessna Aircraft Company, pozostałe 51 % nabył Pierre Clostermann, współpracownik Holste. Efektem zmian było przejęcie praw własności do projektu przez Nord Aviation. 
Nowy właściciel zmodyfikował konstrukcje MH.260. Zwiększono długość kadłuba, nowa kabina pasażerska została przystosowana do przewozu 23 osób. Przekonstruowano okna kabinowe, zamiast prostokątnych zastosowano okrągłe. Zwiększono maksymalną masę startową, zasięg i prędkość przelotową. Zainstalowano turbośmigłowe silniki Turbomeca Bastan. 29 lipca 1960 roku, samolot jeszcze o konstrukcji MH.260 ale już z nowymi silnikami Bastan IIIA o mocy 986 KM, o numerach F-WJDV i oznaczeniu Nord 260, wzniósł się do swojego pierwszego lotu. Po przeprowadzeniu 150 godzin prób, zamontowano nową jednostkę Turbomeca Bastan IV. Wyniki prowadzonych testów były na tyle obiecujące, iż francuski rząd zamówił dodatkowych pięć maszyn, do zamówionej już pierwszej piątki. W kwietniu 1961 roku, konstrukcja wygrała konkurs francuskiego sekretariatu lotnictwa cywilnego na podstawowy samolot komunikacji regionalnej. 
29 stycznia 1962 roku dokonano oblotu pierwszego egzemplarza seryjnego. W porównaniu do prototypów usunięto zewnętrzne drzwi do kabiny pilotów, zmodyfikowano kształt steru kierunku, końcówek płata i oszklenie kokpitu.

## Służba
Pomimo ambitnych planów, zbudowano jedynie 9 maszyn, dziesiąta nigdy nie została w pełni ukończona i posłużyła za dawcę części zamiennych. Do służby w liniach lotniczych trafiły trzy samoloty, które wypożyczono norweskim Widerøe. W jej barwach wylatały około 2500 godzin ale wobec powtarzających się problemów z silnikami, zwrócono je w 1964 roku, rezygnując z dalszej eksploatacji. W latach 1962–1963 Air Inter testował dwa egzemplarze. Po próbach wykorzystania samolotu do przewozów pasażerskich, większość maszyn trafiła do wojskowego Ośrodka Prób Lotniczych (Centre d'Essai en Vol).

## Wersje
Nie wybudowano innych wersji poza maszyną pasażerską. Istniały jednak plany skonstruowania maszyny transportowej, przeznaczonej do realizacji zadań desantowych i ewakuacji medycznej. Samolot, który miał otrzymać tylną rampę ładunkową otrzymał oznaczenie Nord 261.